# Expensive Typewriter

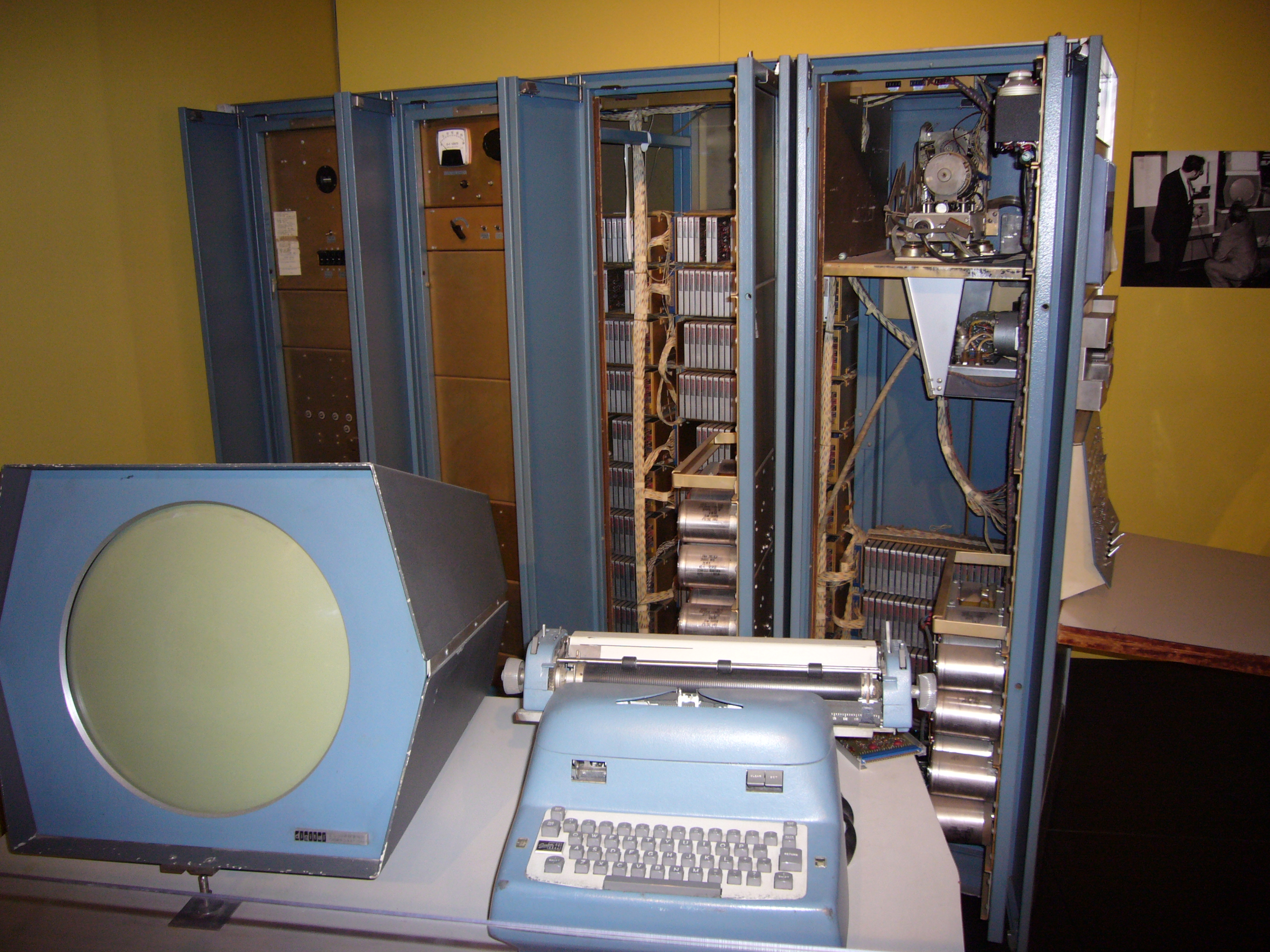
Computador PDP-1, donde corría el Expensive Typewriter.

Expensive Typewriter (Máquina de escribir costosa) fue un programa editor de texto que se ejecutaba en la computadora DEC PDP-1 que había sido recientemente entregada al MIT. Puesto que podía controlar una Friden Flexowriter (una impresora de letra de alta calidad), fue discutiblemente el primer programa procesador de texto aunque definitivamente no era WYSIWYG y no tenía ninguna exhibición de pantalla CRT. Fue escrito y mejorado entre 1961 y 1962 por Steve Piner y L. Peter Deutsch.
Se denominó «Máquina de escribir costosa» porque, en ese tiempo, el PDP-1 costaba una pequeña fortuna (aproximadamente 100 000 dólares) y como una broma en referencia a otro editor de texto anterior denominado la «Colossal Typewriter» (Máquina de escribir colosal).